# Абдуллаєв Гафар Гайдарович
Гафар Гайдарович Абдуллаєв (27 лютого 1896, місто Баку, тепер Азербайджан — 9 лютого 1951, місто Самарканд, тепер Узбекистан) — радянський узбецький лікар-офтальмолог, завідувач кафедри Самаркандського медичного інституту. Доктор медичних наук (1941), професор (1941), член-кореспондент Академії наук Узбецької РСР (1943). Депутат Верховної ради СРСР 2-го скликання.

## Життєпис
У 1918 році закінчив лікувальний факультет Казанського університету, працював фахівцем з очних хвороб у Туркменістані (місто Мари) та Азербайджані. У 1924 році переїхав до Самарканда і був прийнятий на посаду офтальмолога до обласної лікарні.
У 1931—1934 роках — асистент офтальмологічної клініки, в 1934—1941 роках — доцент, у 1941—1951 роках — професор Самаркандського державного медичного інституту.
Одночасно в 1935—1951 роках — завідувач кафедри очних хвороб, а в 1937—1942 роках — заступник директора Самаркандського державного медичного інституту з наукової роботи та аспірантури. Розробив нові методи лікування трахоми.
Помер 9 лютого 1951 року в місті Самарканді.

## Нагороди
- орден «Знак Пошани»
- медалі
- Почесна грамота Верховної ради Узбецької РСР
- Заслужений діяч науки Узбецької РСР (1946)